# 榊原悠介
榊原 悠介（さかきばら ゆうすけ、1993年9月22日 - ）は、CBCテレビのアナウンサー。

## 来歴
愛知県名古屋市出身。慶應義塾大学商学部卒業。
小・中学時代は野球部に所属。高校では帰宅部だった。大学時代はTBSラジオにてスコアラー（解説者・実況アナウンサーの隣でスコアブックをつけたり、中継に必要なデータを準備する）のアルバイトをしていたほか、テレビ朝日アスクに通っていた。
2017年4月にCBCテレビ入社。同期入社は光山雄一朗、田中優奈、山内彩加。7月27日放送の『つボイノリオの聞けば聞くほど』でアナウンサーデビュー。
2021年10月13日にCBCドラゴンズナイターの中日ドラゴンズ対東京ヤクルトスワローズの試合でラジオでの実況デビューを果たした。当初は9月4日のCBCドラゴンズサタデーの中日ドラゴンズ対横浜DeNAベイスターズの試合で実況デビューの予定だったが、新型コロナウイルスの濃厚接触者の疑いにより持ち越されていた（その日は代わりに高田寛之が実況を務めた）。
2023年11月9日、タレント（元チアドラゴンズメンバー）の三浦志麻と結婚したことを発表した。
2025年3月31日から始まった『newsX』のサウンドロゴは、同期の光山アナと一緒に声を収録したものが使用されている。

## 人物
趣味・特技：地元プロ野球チーム中日ドラゴンズのファンであり、過去に中日新聞が実施した中日ドラゴンズ検定で最上位の1級に合格している。特技として「日付から瞬時に過去のドラゴンズの試合を割り出すこと」を挙げている。野球知識検定3級も取得。地図が好き。
性格:奉仕的な性格で、職場では普段からみんなのデスクを掃除している。

### エピソード
口癖が「ダメですねえ」、「ふっふっふっ」
2024年のアナウンス部引っ越しで「引っ越し隊長」に任命される。その頃に棚から過去のアナウンス部日誌を発見し、2025年1月からYouTube公式チャンネル『みてちょてれ』に変更するきっかけに繋がる。日誌を見つけて以降読むのに夢中になっている。
野球実況の資料は先輩アナから伝授したものを活かしMicrosoft Excelを使用している。雛形を作成すればいいのではと考え、2024年オフの半年間で全球団の選手のデータを作成した。

## 現在の担当番組

### テレビ
- CBCニュース
- THE TIME,（TBSテレビ制作、2024年4月[注 1]- ）
- チャント!（2024年10月7日 - ）「にぎわっているところに行ってみた」- ナレーション
  - ダイソーで買った人に調査（2025年7月17日）- ナレーション

### ラジオ
- CBCドラゴンズナイター（2018年7月7日[注 2]- ）
- CBCニュース
- GOGO競馬サンデー!（2021年3月21日 - ）

### インターネット
- CBCアナウンサーYouTube『みてちょてれび』（2021年10月13日 - ）

## 過去の担当番組

### テレビ
- チャント! 『◯◯愛してまーす!!』（2019年4月1日 - 2021年3月25日、木曜日）- 進行
  - 『週末愛してまーす!!』（2019年4月5日 - 2020年9月25日、金曜日）- 進行
- 歩道・車道バラエティ 道との遭遇（2023年3月28日[12]）

### ラジオ
- 地方創生プログラム ONE-J（TBSラジオ発JRN加盟32局ネット、2023年6月4日[13]）
  - 同番組パーソナリティの就任前から月に1回のペースで他局の子ども向け番組の公開収録に赴く斉藤慎二（ジャングルポケット）の代役。
- ワンチャンマイク（CBCラジオ、2017年10月 - 2023年3月29日）
- アナののびしろ(CBCラジオ、2022年3月、2023年10月4日-2024年3月29日)
- 地方創生プログラム ONE-J（TBSラジオ、2023年6月4日[2]）

### アニメ
- ミケの町詣（2022年、2023年[14]）- 柏木勇次